# Dekanat Ząbkowice Śląskie
Dekanat Ząbkowice Śląskie – nieistniejący już dekanat w rzymskokatolickiej diecezji świdnickiej. Przestał istnieć 1 lipca 2008, w wyniku podziału na dekanaty: Ząbkowice Śląskie-Południe i Ząbkowice Śląskie-Północ.

## Parafie i miejscowości
W skład dekanatu wchodziło 13 parafii:

### parafia św. Wawrzyńca
- Braszowice → kościół parafialny
- Grochowa
- Grochowiska → filia Trójcy Przenajśw.
- Pawłowice

- Budzów → kościół parafialny
- Budzów-Kolonia
- Żdanów → filia św. Sebastiana

### parafia św. Floriana i św. Józefa
- Olbrachcice Wielkie → kościół parafialny

### parafia św. Jadwigi
- Kluczowa → filia św. Wincentego Pallottiego
- Koziniec → filia św. Jakuba
- Owiesno → filia Trójcy Przenajśw. (obsługiwana de facto przez proboszcza parafii św. Jadwigi w Ostroszowicach, z dekanatu Bielawa)
  - Kietlice
- Przedborowa → kościół parafialny
- Różana → filia św. Marii Magdaleny
- Stoszowice

### parafia św. Michała
- Jemna
- Lutomierz → filia NMP Częstochowskiej
  - Lutomierz-Kolonia
- Rudnica → kościół parafialny

- Sieroszów → kościół parafialny
- Stolec → filie Niepokalanego Poczęcia NMP oraz św. Jana Nepomucena

### parafia Świętych Piotra i Pawła
- Nowa Wieś Kłodzka → filia Podwyższenie Krzyża Świętego
- Srebrna Góra → kościół parafialny

### parafia św. Barbary
- Stoszowice → kościół parafialny

### parafia św. Marii Magdaleny
- Tarnów → kościół parafialny

### parafia Najśw. Serca Pana Jezusa
- Ząbkowice Śląskie → kościół parafialny

### parafia św. Anny
- Ząbkowice Śląskie → kościół parafialny oraz filie Podwyższenie Krzyża Świętego i św. Józefa Oblubieńca NMP

### parafia św. Jadwigi
- Jaworek → filia św. Michała
- Strąkowa → filia Trójcy Przenajśw.
- Ząbkowice Śląskie
  - Sadlno → kościół parafialny

### parafia Świętych Piotra i Pawła
- Bobolice → filia NMP Bolesnej
- Brodziszów → sanktuarium NMP Królowej Polski
- Sulisławice → filia św. Antoniego (obsługiwana de facto przez proboszcza parafii NMP Królowej Polski w Przerzeczynie-Zdroju, z dekanatu Piława Górna)
- Szklary
  - Rakowice
  - Siodłkowice
- Szklary-Huta
- Zwrócona → kościół parafialny

Powyższy wykaz przedstawia wszystkie miasta, wsie oraz dzielnice miast, przysiółki wsi i osady w dekanacie.